# Sycamore (Géorgie)
Pour les articles homonymes, voir Sycamore.
Sycamore est un village du Comté de Turner dans l'État de Géorgie aux États-Unis.

## Démographie
| 1900 | 1910 | 1920 | 1930 | 1940 | 1950 |
| ---- | ---- | ---- | ---- | ---- | ---- |
| 274  | 296  | 562  | 559  | 601  | 624  |

| 1960 | 1970 | 1980 | 1990 | 2000 | 2010 |
| ---- | ---- | ---- | ---- | ---- | ---- |
| 501  | 547  | 474  | 417  | 496  | 711  |